# Josep Bassas
Josep Bassas Vilasis (Seva, Barcelona, 29 de septiembre de 1961 - 28 de junio de 2008), también conocido como Pep Bassas fue un piloto de automovilismo español, que compitió en el Campeonato de España de Rallyes y el Campeonato de España de Turismos.

## Trayectoria
Debutó en la competición en 1978 y desde 1980 hasta 1994 fue piloto del RACC. En el año 1985 consiguió su primer campeonato de España para el grupo N a bordo de un Renault 11 Turbo, y gracias a su buen trabajo en el campeonato, inició su contactos con BMW para poder participar el campeonato con un BMW 320. Al año siguiente (1987) se estrena como piloto semioficial y se pone al mando de un BMW M3. Un año más tarde ya como piloto oficial consigue el subcampeonato y es en 1989 cuando consigue dicho título. 
Bassas era un genuino representante de la cantera de pilotos del RACC, donde quedó subcampeón del Volante en 1983 y un año más tarde se proclamó Campeón de Catalunya absoluto, al mando de un Renault 5.
En 1984 dio el salto al Campeonato de España y se adjudicó el título de grupo N al volante de un R-11 Turbo. Siempre apoyado por el RACC, en 1986 inició su relación deportiva con BMW, primero con un 325i y luego con un M3, consiguiendo el título nacional absoluto de rallys en 1989, el subcampeonato en 1988, 1990 y 1991 y la tercera posición en 1987, un palmarés realmente de ensueño.
Bassas orientó su carrera hacia los circuitos, donde de nuevo demostró sus dotes al terminar subcampeón (1991), 3º (1992 y 1994) y 5º (1993) del campeonato nacional de Turismos. Tras retirarse la firma germana de la competición en España, Bassas siguió sus escarceos en todo tipo de carreras, ganando finalmente la categoría de entrantes del campeonato catalán en el Campeonato de España de Turismos de 1997.
Una de sus últimas competiciones como piloto profesional tuvo lugar en el Rally Catalunya-Costa Brava, Rally de España, del año 1995, donde con un M3-Radiant dejó patente su calidad y espectacularidad como piloto a los mandos de su fiel BMW M3.
Desde que entró a formar parte de la órbita de BMW, Pep Bassas estaba entregado en cuerpo y alma a su empresa de gestión deportiva y técnica, Baporo Motorsport, que ha cosechado títulos y victorias en toda Europa con pilotos de la talla de Dani Solà, Marc Blázquez, Toni Gardemeister, José Mari Ponce, Marc Duez, Luis Pérez-Sala, Antonio Albacete, Jordi Ventura,  Salvador Cañellas jr, Rui Madeira, Álex Crivillé, Flavio Alonso, Jordi Zurita, entre otros.

### Muerte
Tras meses de lucha contra la leucemia, Josep Bassas Vilasis falleció en el Hospital Clínico de Barcelona el 28 de junio de 2008.

## Palmarés
| Año  | Descripción                                                       |
| ---- | ----------------------------------------------------------------- |
| 1978 | Debut en competición.                                             |
| 1983 | Subcampeón Volant RACC.                                           |
| 1984 | Campeón de Cataluña de Rallyes.                                   |
| 1985 | Campeón de España de Rallyes (Grupo N).                           |
| 1986 | Inicio de la relación deportiva con BMW.                          |
| 1987 | Piloto semioficial BMW. 3º en el Campeonato de España de Rallyes. |
| 1988 | Piloto oficial BMW. Subcampeón de España de Rallyes.              |
| 1989 | Piloto oficial BMW. Campeón de España de Rallyes.                 |
| 1990 | Piloto oficial BMW. Subcampeón de España de Rallyes.              |
| 1991 | Piloto oficial BMW. Subcampeón de España de Turismos.             |
| 1992 | Piloto oficial BMW. 3º en el Campeonato de España de Turismos.    |
| 1993 | Piloto oficial BMW. 5º en el Campeonato de España de Turismos.    |
| 1994 | Piloto oficial BMW. 3º en el Campeonato de España de Turismos.    |
| 1995 | 9º en el Rally Cataluña-Costa Brava (Campeonato del Mundo).       |
| 1996 | Participación carrera de Camiones Circuito del Jarama.            |
| 1997 | Campeonato de España de Turismos (Campeón Copa Catalana).         |

### Resultados Campeonato de España de Rally
| Año  | Equipo         | Automóvil               | 1       | 2     | 3       | 4      | 5       | 6       | 7       | 8       | 9     | 10      | 11      | 12  | 13  | 14  | 15    | 16      | 17  | 18  | 19  | Pos. | Puntos |
| ---- | -------------- | ----------------------- | ------- | ----- | ------- | ------ | ------- | ------- | ------- | ------- | ----- | ------- | ------- | --- | --- | --- | ----- | ------- | --- | --- | --- | ---- | ------ |
| 1981 |                | Renault 8 TS            | CBR     | GUI   | RAC     | MAS    | RCS     | FLL     | CLB     | SMO     | OUR   | RIO     | PDA     | ECI | IDT | SAC | CAT ? | SHA     |     |     |     |      |        |
| 1983 |                | Renault 5 Alpine        | COB     | RAC   | FAL     | CMG 27 | SMO     | VCN     | CLB     | OUR     | LLA   | GIB     | RIO     | SAG | PDA | IDT | ECI   | CAT Ret | CTO | GIR | SHA |      |        |
| 1984 | RAC Catalunya  | Renault 5 Alpine        | COS Ret | RAC   | CMG     | SMO    | CLB     | LLA     | SAG     | PDA     | CAT 9 | ECI     | VCN     | GIR |     |     |       |         |     |     |     |      |        |
| 1985 |                | Renault 11 Turbo        | CBR Ret | COB 7 | GIR 8   | SMO    | VCN 5   | LLA 7   | ECO     | CST     | PDA 6 | SFR 8   | CAT 4   | VAL |     |     |       |         |     |     |     | 5º   | 897    |
| 1986 | RAC Catalunya  | Alfa Romeo Alfetta GTV6 | CBR Ret | COB 3 | PAL Ret | SMO    | LLA     | CAN     | ECO     |         |       |         |         |     |     |     |       |         |     |     |     | 10º  | 582    |
| 1986 | RAC Catalunya  | BMW 325i E30            |         |       |         |        |         |         |         | PDA Ret | SFR   | CAT 4   | VAL     |     |     |     |       |         |     |     |     | 10º  | 582    |
| 1987 | Telefunken-BMW | BMW M3 E30              | CBR 2   | ARO 2 | SMO 2   | CAJ 2  | LLA Ret | ECO 3   | CAN 4   | PDA Ret | SFR   | CAT 1   | VAL 2   |     |     |     |       |         |     |     |     | 3º   | 1268   |
| 1988 | Telefunken-BMW | BMW M3 E30              | CAT Ret | SMO 4 | ARO 3   | CAJ 3  | LLA 1   | CAN Ret | PDA Ret | SFR 2   | ECI 3 | VAL 2   |         |     |     |     |       |         |     |     |     | 2º   | 1260   |
| 1989 | Blaupunkt-BMW  | BMW M3 E30              | CAT 2   | SMO 1 | SAN 2   | CAJ 1  | LLA 1   | OUR 2   | OSO Ret | PDA 1   | ISC   | ECO Ret | VAL Ret |     |     |     |       |         |     |     |     | 1º   | 1460   |
| 1990 | Blaupunkt-BMW  | BMW M3 E30              | CAT Ret | SMO 4 | CAN 2   | CAJ 2  | VLL Ret | OUR 1   | OSO 1   | PRA 2   | CAN 2 | ECI 1   | VAL 2   |     |     |     |       |         |     |     |     | 2º   | 1437   |